# John Frith
John Frith (* 1503 in Westerham, Kent; † 4. Juli 1533 in London) war ein englischer Märtyrer der Reformation. 
Er war bis 1525 Student in Eton und in Cambridge am King’s College. Nach dem Abschluss des Studiums wurde er als Kanoniker an die Christ Church (Wolsey’s College) berufen, wo er auf evangelisch gesinnte Studenten traf. Unter ihnen war der spätere Priester und Gelehrte William Tyndale.
1527/28 wurde er mit zahlreichen Anderen unter dem Verdacht der Ketzerei festgesetzt. Einige seiner Mitgefangenen widerriefen, ihm gelang die Flucht in die Niederlande und später nach Marburg. 1530 veröffentlichte er die Patrick’s Places und verfasste zahlreiche eigene propagandistische Schriften für die Reformation. 1532 hielt er sich für kurze Zeit in England auf, kehrte aber bald wieder nach Flandern zurück. Nach seiner Heirat und erneuten Rückkehr nach England wurde er 1533 in Smithfield/London als Ketzer verbrannt.

## Werke
- The Revelation of Antichrist. 1529
- A disputacio(n) of purgatorye, 1530